# 胡昌华
胡昌华，火箭军工程大学教授，中华人民共和国教育部长江学者特聘教授，主要从事导弹测试与控制技术研究，主编《导弹测试与发射控制技术》。

## 社会兼职
- 中华人民共和国教育部自动化类专业教学指导委员会委员
- 中国自动化学会常务理事
- 担任《自动化学报》《信息与控制》编委

## 荣誉
- 中国国家杰出青年科学基金获得者
- 中国教育部长江学者特聘教授
- 中国国家科技进步二等奖